# Santiago Rodríguez-Miranda
Pour les articles homonymes, voir Santiago Rodríguez (homonymie), Rodríguez, Miranda et Gómez.
Santiago Rodríguez-Miranda Gómez, né en 11 septembre 1941 à Madrid, est un homme politique et homme d'affaires espagnol.

## Vie personnelle
Il effectue des études de droit à la délégation de Palma de Majorque de l'Université de Barcelone, où il fut professeur de droit financier et de finances publiques. Il est licencié en droit et en sociologie.
Par la suite, il réussit les concours d'avocat de l'État et obtient un poste à la délégation du ministère des Finances dans l'archipel des Îles Baléares.
Il a également été conseiller pour le développement du tourisme à Majorque, et a siégé au sein du conseil d'administration de la compagnie de transport maritime Acciona Trasmediterránea.
En 1997, il reçoit la Médaille d'or de la communauté autonome des Îles Baléares.

## Vie politique
Fondateur du Parti social-démocrate baléare (PSB), dont il fut le premier secrétaire général, en 1963, il crée, douze ans plus tard, l'Assemblée démocratique de Majorque (ADM).
Le 15 juin 1977, il est élu député des Îles Baléares sous les couleurs de l'Union du centre démocratique (UCD) lors des élections constituantes, et devient premier vice-président de la commission des Budgets du Congrès des députés.
Réélu aux législatives du 1er mars 1979, Santiago Rodríguez-Miranda est nommé ministre du Travail et de la Sécurité sociale dans le gouvernement de Leopoldo Calvo-Sotelo le 2 décembre 1981.
Il perd son poste à la suite de la victoire des socialistes lors des élections anticipées de 1982.
Par ailleurs, il a occupé le poste de conseiller au Commerce et au Tourisme dans le gouvernement pré-autonome des Îles Baléares.